# Microtendipes nigellus
Microtendipes nigellus är en tvåvingeart som beskrevs av Hirvenoja 1963. Microtendipes nigellus ingår i släktet Microtendipes och familjen fjädermyggor. Arten är reproducerande i Sverige. Inga underarter finns listade i Catalogue of Life.